# Хоккей с мячом на зимних Азиатских играх 2011
Соревнования по хоккею с мячом проводились в рамках зимних Азиатских игр 2011 года со 2 по 6 февраля. Хоккей с мячом был представлен на зимней Азиаде впервые. Все матчи прошли на полностью реконструированном высокогорном катке Медео, близ «южной столицы» Казахстана — Алма-Аты. Вместимость обновлённого спортивного комплекса составляет 8500 зрителей.
В соревнованиях приняли участие три команды — Казахстан (организатор), Кыргызстан и Монголия.
Сборная Кыргызстана заняла третье место и стала бронзовым медалистом Азиатских игр в хоккее с мячом. В финале 6 февраля сборная Казахстана переиграла сборную Монголии со счетом 16:2 и стала обладателем золотых медалей турнира.

## Команды-участницы

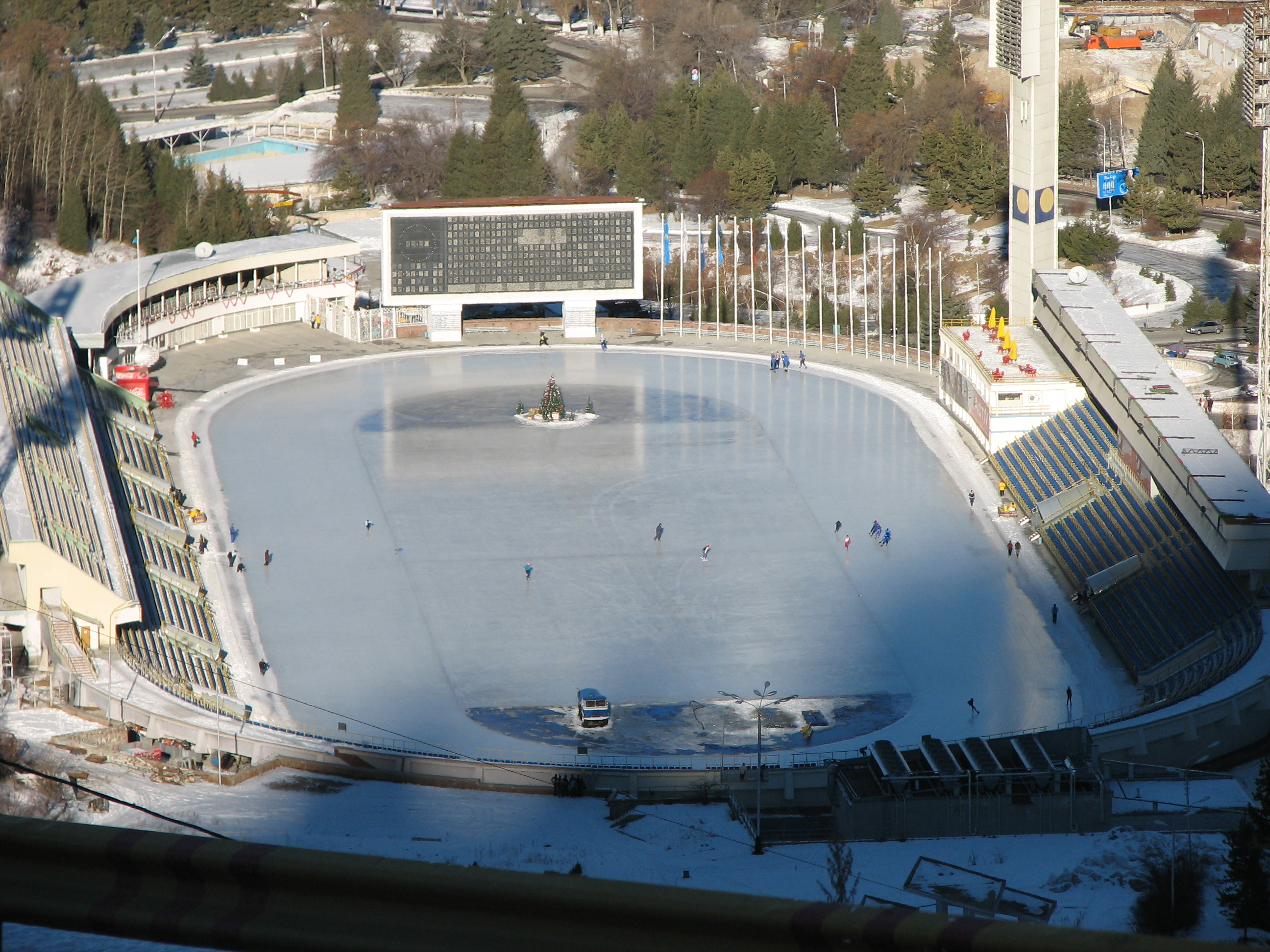
Каток стадиона Медео, где проходили соревнования

- Казахстан (организатор);
- Кыргызстан;
- Монголия.

## Регламент
Команды провели однокруговой турнир, сыграв по одному разу между собой. Две лучшие по очкам команды разыграли золотые медали в финальном матче.

## Результаты

### Итоговая таблица
| Место | Сборная    | И | В | Н | П | М     | +/- | Очки |
| ----- | ---------- | - | - | - | - | ----- | --- | ---- |
| 1     | Казахстан  | 2 | 2 | 0 | 0 | 38—0  | +38 | 4    |
| 2     | Монголия   | 2 | 1 | 0 | 1 | 17—19 | −2  | 2    |
| 3     | Кыргызстан | 2 | 0 | 0 | 2 | 2—38  | −36 | 0    |

### Матчи группового турнира
| 2 февраля                 | \| Кыргызстан \| 2:17 (0:13) Протокол \| Монголия \| \| Тынымсеитов Мухтарбек — 2 \| Голы \| Ганбат Нэгуун — 5 Жаргалсайхан Баярсайхан — 5 Цогтоо Шинэбаяр — 3 Даваадорж Мунгенхуяг — 2 Цогоо Мянгмандорж — 2 \| | Медео Судья: Сергей Горбачёв                                                                                     |
| Отчет                     | | |
| Кыргызстан                | 2:17 (0:13) Протокол | Монголия |
| Тынымсеитов Мухтарбек — 2 | Голы | Ганбат Нэгуун — 5 Жаргалсайхан Баярсайхан — 5 Цогтоо Шинэбаяр — 3 Даваадорж Мунгенхуяг — 2 Цогоо Мянгмандорж — 2 |

| 3 февраля | \| Казахстан \| 21:0 (9:0, 10:0) Протокол \| Кыргызстан \| \| Исалиев Рауан — 8 Нугманов Искандер — 5 Аликпалиев Еламан — 3 Ларионов Антон — 2 Токмаков Сергей — 1 Кадыржанов Султан — 1 \| Голы \| \| | Медео Судья: Вячеслав Курбанов |
| Отчет | |                                |
| Казахстан | 21:0 (9:0, 10:0) Протокол | Кыргызстан                     |
| Исалиев Рауан — 8 Нугманов Искандер — 5 Аликпалиев Еламан — 3 Ларионов Антон — 2 Токмаков Сергей — 1 Кадыржанов Султан — 1 | Голы |                                |

| 4 февраля | \| Монголия \| 0:17 (0:9) Протокол \| Казахстан \| \| \| Голы \| Исалиев Рауан — 10 Нугманов Искандер — 4 Темиргалиев Аскар — 1 Новожилов Владислав — 1 Казыбаев Арыстан — 1 \| | Медео Судья: Вячеслав Курбанов                                                                              |
| Отчёт     | | |
| Монголия  | 0:17 (0:9) Протокол | Казахстан                                                                                                   |
|           | Голы | Исалиев Рауан — 10 Нугманов Искандер — 4 Темиргалиев Аскар — 1 Новожилов Владислав — 1 Казыбаев Арыстан — 1 |

### Финал
| 6 февраля | \| Казахстан \| 16:2 (7:0) Протокол (недоступная ссылка) \| Монголия \| \| Исалиев Рауан — 5 Новожилов Владислав — 4 Шавалдин Николай — 2 Грибанов Петр — 2 Нугманов Искандер — 2 Суетнов Виталий — 1 \| Голы \| Цевеен Ган-Очир — 2 (оба с пенальти) \| | Медео Судья: Сергей Горбачёв         |
| Отчёт | |                                      |
| Казахстан | 16:2 (7:0) Протокол (недоступная ссылка) | Монголия                             |
| Исалиев Рауан — 5 Новожилов Владислав — 4 Шавалдин Николай — 2 Грибанов Петр — 2 Нугманов Искандер — 2 Суетнов Виталий — 1 | Голы | Цевеен Ган-Очир — 2 (оба с пенальти) |

## Пьедестал

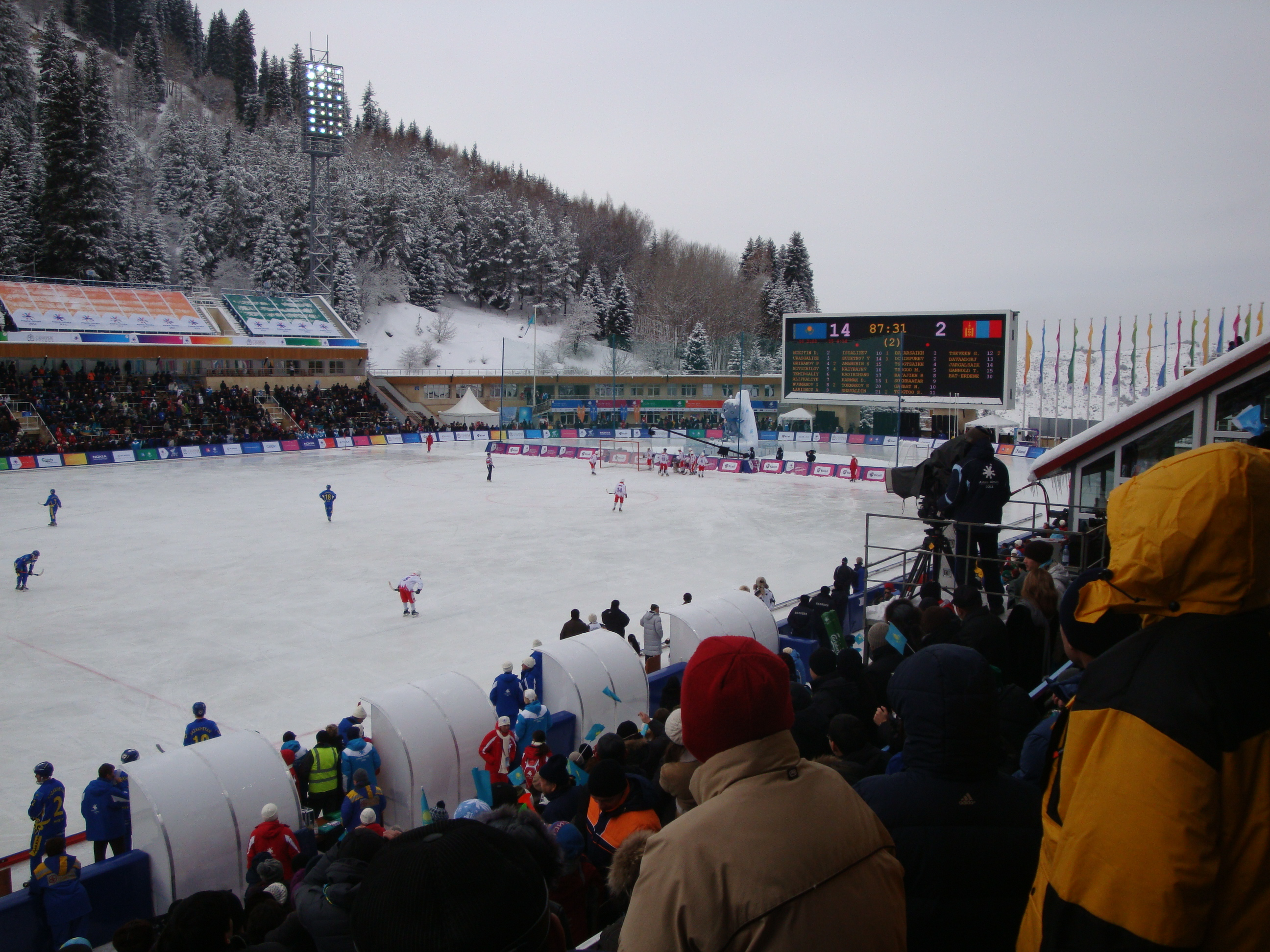
Финальный матч: Казахстан — Монголия, текущий счёт 14:2.

| Медаль  | Сборная    |
| Золото  | Казахстан  |
| Серебро | Монголия   |
| Бронза  | Кыргызстан |

## Составы команд-призёров
| Золото: | Серебро: | Бронза: |
| Казахстан Вратари: Хайрекишев Ильяс, Такиров Нариман Защитники: Алипкалиев Еламан, Казыбаев Арстан, Нугманов Искандер, Суетнов Виталий, Темиргалиев Аскар, Токмаков Сергей, Уразгалиев Нурлан Полузащитники: Аманшин Самат, Никитин Дмитрий, Новожилов Владислав, Пономаренко Дмитрий, Шавалдин Николай, Нападающие: Грибанов Пётр, Исалиев Рауан, Кармак Дмитрий, Ларионов Антон | Монголия Вратари: Баярсайхан Мунхеболд Бат-Эрдэнэ Чинзориг Защитники: Очирпурэв Энхбаяр, Цогтсайхан Одсайхан, Баяжих Болдбаяр, Цэвээн Ган-Очир, Сухбаатар Оч Полузащитники: Цогтоо Шинэбаяр, Ганболд Тамир, Даваадорж Мунгенхуяг Нападающие: Жаргалсайхан Баярсайхан, Цогоо Мянгмандорж, Ганбат Нэгуун | Кыргызстан Вратари: Эльзар Болотбеков, Курманбек Иманкариев, Защитники: Бак Асанкулов, Азамат Бегимбаев, Мирбек Жусупов, Сагынбек Кадыров, Нуралы Кулманбетов, Нурбек Тоголоков, Полузащитники: Эмильбек Жумалиев, Калдыбек Кулманбеков, Нурбек Ногоев, Нападающие: Чынарбек Бейшембеков, Тологон Жолдош уулу, Бердибек Иманбеков, Мурасбек Осмонов, |